# Threticus jonesi
Threticus jonesi är en tvåvingeart som först beskrevs av Quate 1955.  Threticus jonesi ingår i släktet Threticus och familjen fjärilsmyggor. Inga underarter finns listade i Catalogue of Life.